# Tullia Zevi

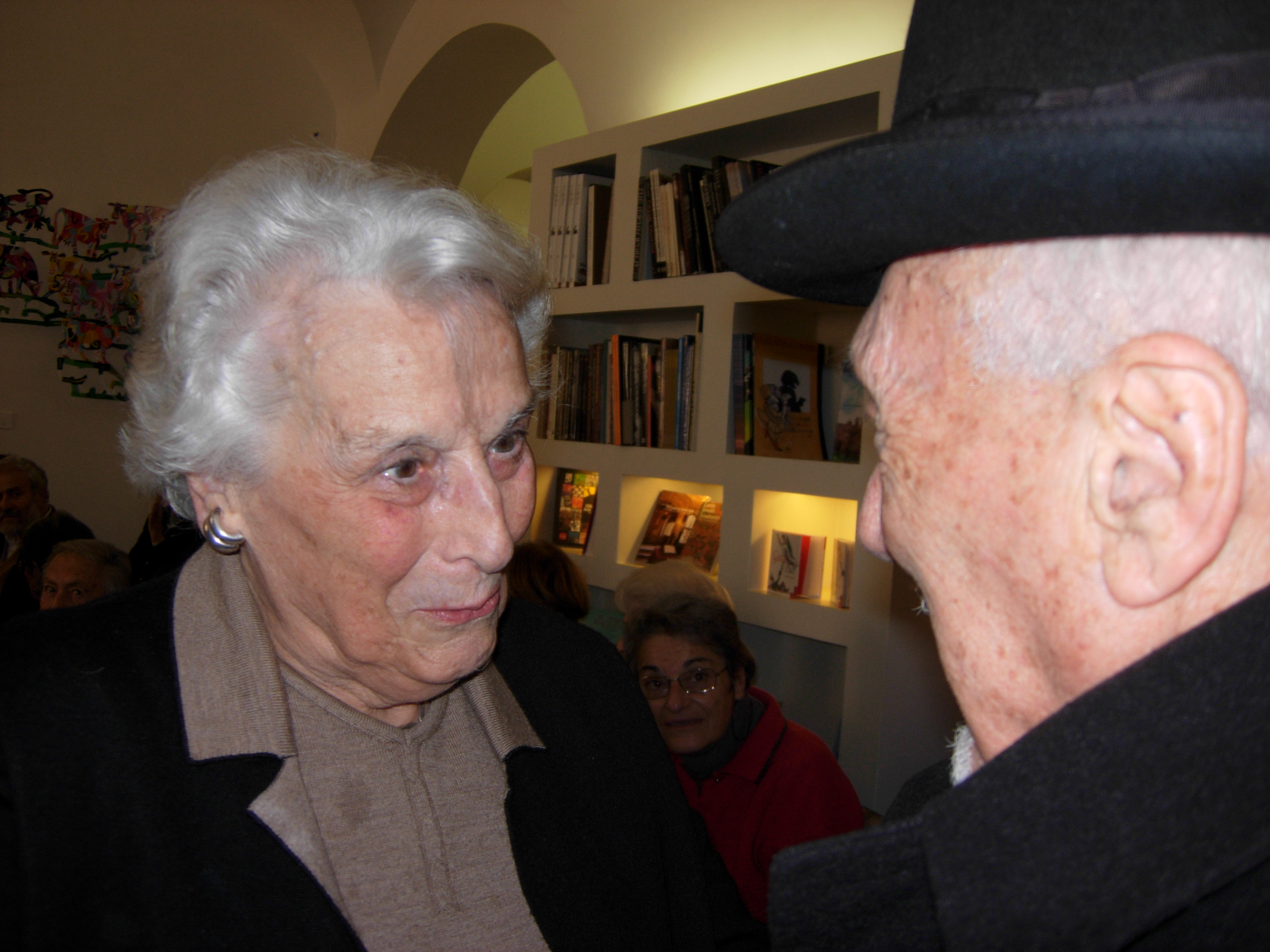
Tullia Zelli y Elio Toaff, 2007

Tullia Zevi, née Calabi (Milán, 2 de febrero de 1919 – Roma, 22 de enero de 2011) fue una escritora y periodista italiana. Como política además, estuvo activa en partidos de centro-izquierda y presidió de 1983 a 1998 la Unión de las comunidades hebraicas italianas.

## Biografía
Nació en una familia judía milanesa. Su hermano es el famoso matemático Eugenio Calabi y su padre, Giuseppe Calabi, era un conocido abogado antifascista.
Estudió filosofía en la Universidad de Milán y música en el Conservatorio de Milán. Las leyes antisemitas del gobierno fascista italiano de la época la pillaron de viaje por Suiza con su familia. Y tuvo que mudarse a Francia, donde siguió sus estudios en la Sorbona en París. Anticipando la caída de Francia, los Calabi huyeron luego a Estados Unidos, donde se unió a la Sociedad Mazzini y consideró mentor a Gaetano Salvemini. Más tarde como periodista informó sobre los juicios de Núremberg y fue la corresponsal italiana del periódico londinense "The Jewish Chronicle" (1948-1963) y del israelí "Maariv" (1960-1993).
Se casó en 1940 con el arquitecto Bruno Zevi, y regresó a Italia en 1946.
La galardonaron con la Orden al Mérito de la República Italiana en 1993.